# Ponte de Trajano

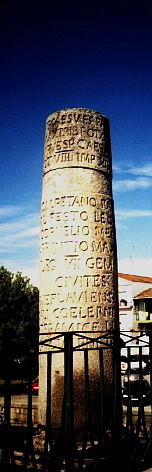
Ponte de Trajano: 2.ª coluna.

A Ponte Romana de Chaves, também referida como Ponte de Trajano, localiza-se sobre o rio Tâmega, na cidade de Chaves, distrito de Vila Real, em Portugal.
Encontra-se classificada como Monumento Nacional desde 1910.

## História

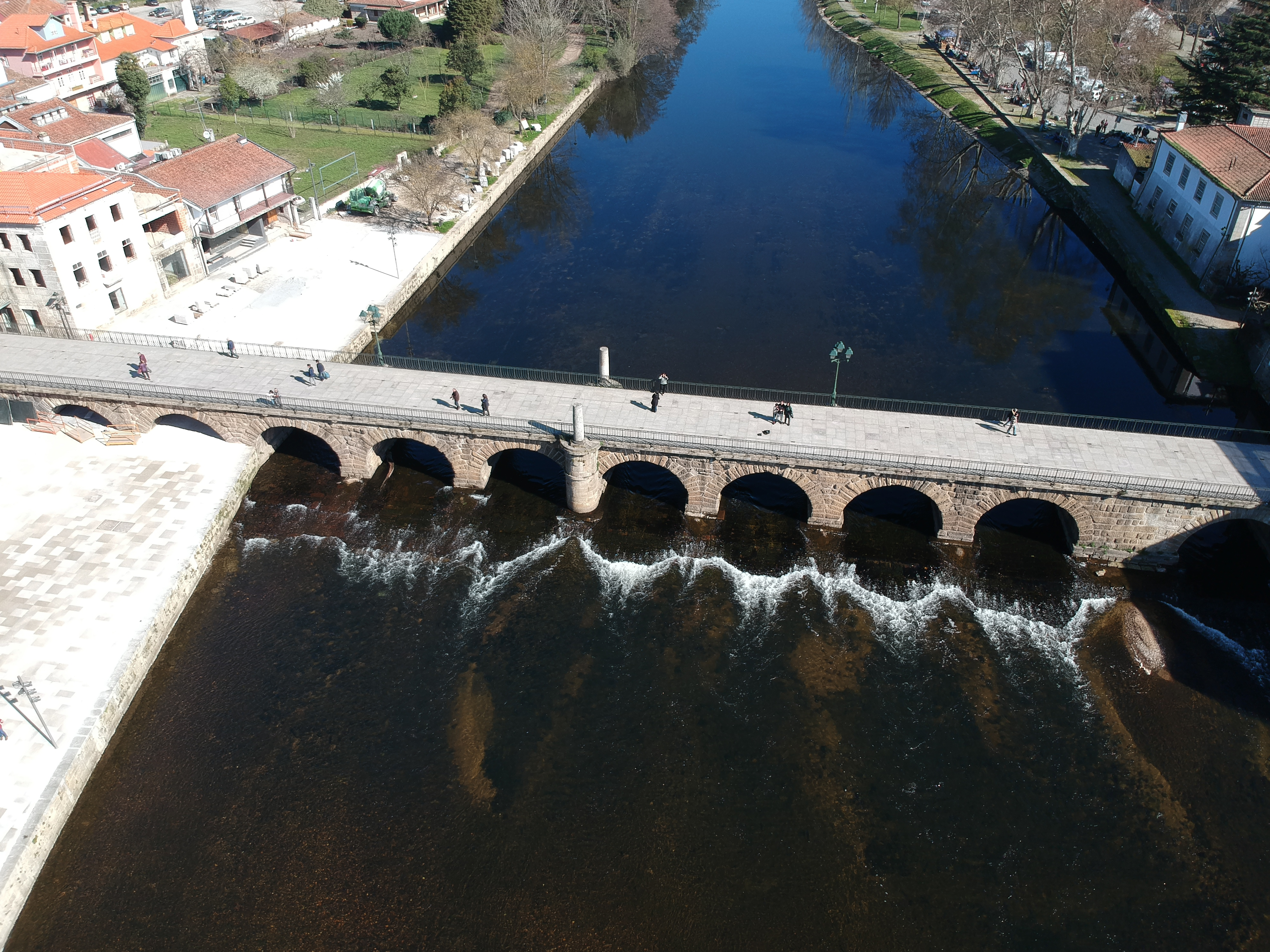
Vista aérea

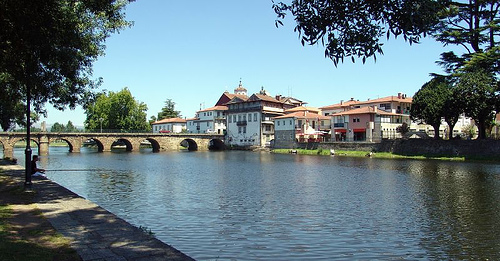

Ponte romana, erguida entre fins do século I e o início do II. A par do desenvolvimento das termas, constitui um dos melhores legados romanos da antiga Águas Flávias, que prevalece até aos nossos dias, resistindo a históricas cheias, e às fortes correntes do rio.
Com aproximadamente uma centena e meia de metros de comprimento e uma dúzia de arcos visíveis, as obras efetuadas na década de 1930 cobriram alguns dos arcos e outros ainda soterrados na construção dos casarios ali implantados e sobranceiros ao rio.[carece de fontes?]
Em 2008 passou a ser uma ponte pedonal.
Em 13 de setembro de 2020, realizou-se um referendo local sobre a reabertura da ponte ao trânsito automóvel. O referendo teve uma única pergunta de resposta “sim” ou “não”, nomeadamente: “Concorda com a reabertura da ponte romana de Chaves ao trânsito de veículos automóveis ligeiros, num único sentido?”.
A população de Chaves votou contra a reabertura ao trânsito automóvel na ponte e o ‘não’ obteve mais de 85% dos votos.

## As duas colunas
Ainda na atualidade se podem ler as inscrições latinas nas duas colunas, a montante e a jusante da ponte romana. A primeira reza:
"IMPERANDO CÉSAR NERVA TRAJANO AUGUSTO GERMÂNICO DÁCICO, PONTÍFICE MÁXIMO, COM PODER TRIBUNÍCIO, CÔNSUL A 5ª VEZ, PAI DA PÁTRIA, OS AQUIFLAVIENSES TRATARAM DE FAZER À SUA CUSTA ESTA PONTE DE PEDRA"
E a segunda:
"IMPERANDO CÉSAR VESPASIANO AUGUSTO, PONTÍFICE MÁXIMO, COM PODER TRIBUNÍCIO A DÉCIMA VEZ, IMPERADOR A VIGÉSIMO, PAI DA PÁTRIA, CÔNSUL A NONA VEZ, IMPERANDO TAMBÉM TITO VESPASIANO CÉSAR, FILHO DO AUGUSTO, PONTÍFICE, COM PODER TRIBUNÍCIO A OITAVA VEZ, IMPERADOR A DECIMA QUARTA, CÔNSUL A SÉTIMO (…) SENDO LEGADO DO AUGUSTO O PROPRETOR CAIO CALPETANO RÂNCIO QUERINAL VALÉRIO FESTO E SENDO LEGADO DO AUGUSTO NA SÉTIMA LEGIÃO, DÉCIO CORNÉLIO MECIANO E PROCURADOR DO MESMO AUGUSTO, LÚCIO ARRÚNCIO MAXIMO, A SÉTIMA LEGIÃO GÊMEA FELIZ E DEZ CIDADES, A SABER: OS AQUIFLAVIENSES, OS AROBRIGENSES, OS BÍBALOS, OS COELERNES, OS EQUESOS, OS INTERÂMICOS, OS LÍMICOS, OS NEBÍSOCOS, OS QUARQUERNOS E OS TAMAGANOS (…)"
Atualmente, acreditam-se ambos os padrões serem reproduções.

## Padrão dos Povos
Uma terceira coluna foi descoberta a 27 de agosto de 1980 no leito do rio, a montante e junto à ponte romana. Atualmente em exposição no Museu da Região Flaviense, foi denominada como "Padrão dos Povos", e exalta as dez cidades ou povos do "convento bracarense":
Aquiflavienses, Arobrigenses, Bíbalos, Celernos, Equesos, Interâmicos, Límicos, Ebisocos, Quaquernos e Tamaganos [erigiram este monumento] ao Imperador César Vespasiano Augusto, Pontífice máximo, com o poder tribunício pela décima vez, aclamado imperador pela vigésima vez, pai da Pátria e Cônsul pela nona vez, ao Imperador (Tito) Vespasiano César, filho de Augusto, Pontífice, com o poder tribunício pela oitava vez, aclamado imperador pela décima vez [e ao César Domiciano, filho de Augusto, Cônsul pela sexta vez], a Caio Calpetano Râncio Quirinal Valério Festo, legado propretor do Augusto, a Décimo Cornélio Meciano, legado de Augusto, a Lúcio Arrúncio Máximo, procurador de Augusto e à Legio VII Gemina Felix.